# Red Carpet (single de Namie Amuro)
Pour les articles homonymes, voir Red Carpet.
Singles de Namie Amuro
Brighter Day
(2014)
Red Carpet est le 41e single régulier de Namie Amuro sorti sur le label Avex Trax, ou le 43e en comptant les deux sortis sur le label Toshiba-EMI.

## Liste des titres
| 1. | Red Carpet                   |  |
| 2. | Black Make Up                |  |
| 3. | Red Carpet (Instrumental)    |  |
| 4. | Black Make Up (Instrumental) |  |

| 1. | Red Carpet (Clip vidéo)   |  |
| 2. | Red Carpet (Making Movie) |  |